# Moreni
Moreni municípium Dâmbovița megyében, Munténiában, Romániában. A megyeszékhelytől, Târgoviștétől 20 km-re található.

## Történelem
Első írásos említése 1584-ből való.
Régi nevei Moarile és Moara Rateșului, mai nevén 1661-ben említik először.
1947. szeptember 17-én Moreni és Stavropoleos falvak egyesüléséből jött létre a mai város.
2003-ban municípium lett.

## Gazdaság
A környéken a kőolaj kitermelése már 1691-ben elkezdődött, ez volt Romániában az első hely, de a világon is a harmadik, ahol kőolajkutat állítottak fel.

## Testvérvárosok
- Torres Novas, Portugália (2007-től)

## Híres emberek
- Ștefan Niculescu (1927 - 2008) - zeneszerző, zenetörténész

## Külső hivatkozások
- A város honlapja
- Képek a városról